# Buffer (systémová dynamika)
Pojem buffer se v systémové dynamice používá ve smyslu zásobárny určité systémové veličiny. Buffer má určitou podobnost s bufferem (vyrovnávací pamětí) z informatiky. 
- Má stejnou funkci jako fronta (datová struktura).
- Má svoji kapacitu, která nemůže být překročena.
- Má vždy realizován svůj vstup a výstup (v názvosloví systémové dynamiky zřídlo a výpust). Bez nich se nejedná o buffer. U každého ze vstupů a výstupů je důležitou vlastností jeho propustnost (kvantita přičerpávané nebo odčerpávané veličiny za jednotku času).
- Pokud propustnost jeho výstupu/ů je menší než propustnost jeho vstupu/ů, pak se buffer zaplňuje (a v podstatě tato podmínka jej definuje jako buffer).
- Má svoje zpoždění dané dobou, jež je potřeba k tomu, aby veličina jím procházející dospěla od okamžiku vstupu do bufferu do okamžiku výstupu z něj.
- Zpoždění resp. zpomalení/oddálení přenášené veličiny je základní funkce bufferu – tedy to, že dokáže mírnit, tlumit (odtud název) potenciálně nestabilní vstup na stabilnější výstup.
- Další funkcí bufferu je uchování (případné) aktuálně přebytečné veličiny pro příští potřebu (to, co v systému následuje za bufferem). V určité paralele např. s číslicovou technikou se dá říci, že buffery do systému vnáší takový prvek, kdy stavy výstupů nejsou již pouze známy ze znalosti vstupů a začíná být potřeba znát i předchozí stav systému.
- To, co z/do něj vstupuje a vystupuje, může být jakákoli zkoumaná (konkrétní i abstraktní) veličina. Většinou se tato veličina, která jím protéká, bere jako jednolitá, tedy jednoho stejně kvalitního druhu – na rozdíl od bufferu/fronty v informatice, jejíž obsah je jednak diskrétní (rozdělen na jednotlivé bity nebo bajty) a každý z nich musí být uchován – systémová dynamika se zde zajímá jen o kapacitu a aktuální zaplnění
- Kapacita bufferů resp. efekt jejich zpoždění v poměru k rychlosti změn v systému je jedním z Dvanácti bodů působení pro zásah do systému

## Příklady
- Tank na dešťovou vodu (vstup/zřídlo) určený pro zalévání (výstup/výpust)
- Fronta v kantýně: médiem jsou zde strávníci i pokrmy
- Pokladnička na peníze, ze kterých se v domácnosti platí nájem
- Kelímky v nápojovém automatu
- Papíry v tiskárně
- Sýpka na obilí
- Státní pokladna
- Přehrada